# Tony Garnier
Tony Garnier (Lião, 13 de agosto de 1869 — Roquefort-la-Bédoule, 19 de janeiro de 1948) foi um arquiteto e urbanista francês que, em 1904, elaborou um projeto de cidade para Lyon, como Trabalho de Conclusão de Curso. Seu projeto foi publicado em 1919 com o título A Cidade Industrial, prevendo a utilização do concreto em grande escala. Além de ser uma proposta ousada, pela primeira vez na história alguém faz um projeto utópico detalhado de uma cidade industrial. A setorização foi um dos princípios que nortearam sua proposta urbanística, dessa forma as áreas de indústria, habitação, lazer, cultura, administrativo (governamental), seriam instâncias bem delimitadas no espaço de sua cidade. Garnier pertence ao grupo de teóricos do urbanismo intitulados como utópicos ou utopistas.